# Sreten Ugričić

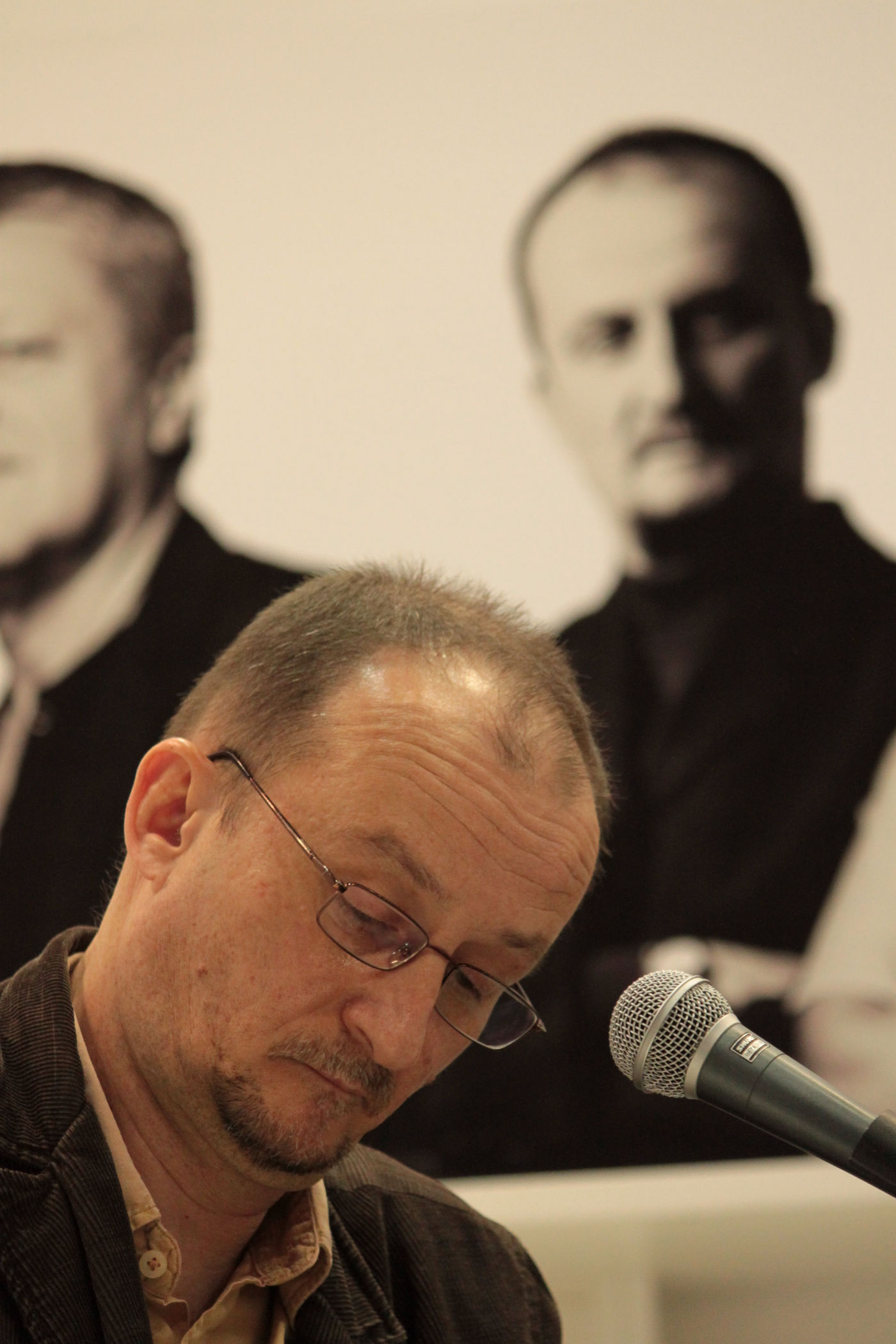
Sreten Ugričić auf der Leipziger Buchmesse 2011

Sreten Ugričić (serbisch-kyrillisch Сретен Угричић, oft nur Sreten; * 1961 in Herceg Novi, Jugoslawien) ist ein serbischer Schriftsteller und war von 2001 bis zum 20. Januar 2012 Leiter der Serbischen Nationalbibliothek in Belgrad.

## Leben
Nach dem Abschluss der Grund- und Mittelschule in Belgrad studierte Ugričić Philosophie an der Belgrader Universität. Zwischen 1992 und 1997 arbeitete er als Assistent an der Philosophischen Fakultät der Universität Priština. Bereits in den 1980er Jahren hatte er begonnen, eigene Werke zu veröffentlichen. Von 1994 bis 2001 arbeitete er außerdem in Priština und Budapest für das Open Society Institute.
Nach dem Sturz von Slobodan Milošević wurde Sreten Ugričić im Jahr 2001 zum Direktor der Nationalbibliothek ernannt. Im folgenden Jahrzehnt leitete er eine umfangreiche Modernisierung der Institution ein. Außerdem wirkte er weiter als Schriftsteller; im Jahr 2011 gehörte er zu jenen Autoren, die das Gastland Serbien auf der Leipziger Buchmesse vertraten. Seit 2002 war Ugričić zudem Mitglied der jugoslawischen UNESCO-Kommission.
Am 20. Januar 2012 wurde er von der serbischen Regierung seines Amtes enthoben, nachdem er einen Aufruf des serbischen Schriftsteller-Forums unterschrieben hatte, die Medienkampagne gegen den montenegrinischen Autor Andrej Nikolaidis einzustellen. Dieser hatte zuvor in einem satirischen Text anlässlich des 20. Jahrestages der Gründung der Republika Srpska die Frage gestellt, ob es nicht eine „zivilisatorische Tat“ wäre, die Führung der „auf Genozid gegründeten“ bosnischen Entität mithilfe von Dynamit zu beseitigen. Er bezog sich dabei auf den Fund von Sprengstoff am Vorabend der Feierlichkeiten in Banja Luka. Daraufhin starteten die serbischen Print-Medien eine Kampagne gegen Nikolaidis, den sie als „Terroristen“ und „Verräter“ brandmarkten. Sreten Ugričić äußerte sich nicht zum Nikolaidis-Text als solchem, sondern forderte gemeinsam mit anderen Literaturschaffenden lediglich, die Medienkampagne einzustellen. Postwendend warf ihm die Presse vor, er unterstütze die Ermordung von Präsident Tadić, der ebenfalls in Banja Luka anwesend war und forderte seine Entlassung. Diese erfolgte, nachdem Innenminister Ivica Dačić öffentlich verlauten ließ, Ugričić könne „schreiben, was er wolle, aber nicht in seinem Büro, sondern im Gefängnis“.
Von Dezember 2012 bis Mai 2013 weilte Sreten Ugričić als Writer in Residence des Literaturhauses Zürich und der Stiftung PWG in Zürich.
Seit Mai 2016 ist Sreten Ugričić Forschungsmitarbeiter bei Boris Previsić und Doktorand an der Graduate School der Universität Luzern (GSL).

## Werke (Auswahl)
- Upoznavanje sa veštinom. Erzählungen; Književna omladina Srbije, Belgrad 1985.
- Neponovljivo neponovljivo. Vidici, Belgrad 1987.
- Maja i ja i Maja. Roman; Prometej, Novi Sad 1993.
- Strance (gemeinsam mit Branislav Dimitrijević). Monografie über den Maler Mileta Prodanović; Konkordija, Vršac 1996.
- Infinitiv. Studie; Stubovi kulture, Belgrad 1997.
- Bog, jezik i druge priče. Erzählungen; Stubovi kulture, Belgrad 1997.
- Neznanom junaku. Roman; Laguna, 2010.
  - An den unbekannten Helden. Aus dem Serb. von Mascha Dabić. Roman; Dittrich, Berlin 2011, ISBN 978-3-937717-66-1
- Das Attentat, aus dem Serbischen von Mascha Dabić, in: die horen, 254, 2014, S. 386–393